# SN 2002jq
SN 2002jq – supernowa typu Ia odkryta 5 listopada 2002 roku w galaktyce A233557-1005. W momencie odkrycia miała maksymalną jasność 21,90m.